# Schmalkalden
Schmalkalden – miasto w Niemczech, w kraju związkowym Turyngia, w powiecie Schmalkalden-Meiningen.
6 lipca 2018 do miasta przyłączono gminę Springstille, która stała się jego dzielnicą.
Ze Schmalkalden pochodzi Sabrina Buchholz, niemiecka biathlonistka.

## Historia
W mieście zawarto Związek szmalkaldzki, który wziął udział w I wojnie szmalkaldzkiej.

## Gospodarka
W mieście rozwinął się przemysł metalowy, zabawkarski oraz drzewny.

## Współpraca
Miejscowości partnerskie:
- Alpignano, Włochy
- Dinkelsbühl, Bawaria
- Fontaine, Francja
- Montana, Bułgaria
- Recklinghausen, Nadrenia Północna-Westfalia
- Remscheid, Nadrenia Północna-Westfalia
- Tabor, Czechy
- Waiblingen, Badenia-Wirtembergia
- Kościan, Polska[5]